# 亦荘橋駅
座標: 北緯39度48分11秒 東経116度28分49秒 / 北緯39.803082度 東経116.480257度
亦荘橋駅（えきそうきょうえき）は北京市大興区に位置する北京地下鉄亦荘線の駅である。

## 駅構造
- 相対式ホーム2面2線を有する高架駅。[1][2]

## 駅周辺
- 亦荘橋[3]

## 歴史
- 2010年12月30日 - 開業。

## 隣の駅
北京地下鉄
■亦荘線
旧宮駅 - 亦荘橋駅 - 亦荘文化園駅